# Lindow (Mark)
Pour les articles homonymes, voir Lindow.
Lindow (Mark) est une commune allemande de l'arrondissement de Prignitz-de-l'Est-Ruppin, Land de Brandebourg.

## Géographie
Lindow se situe sur la Deutsche Tonstraße, dans le parc naturel de Stechlin-Ruppiner Land au milieu des forêts de pins et mixtes, entouré de trois lacs: le Wutzsee, le Gudelacksee et le Vielitzsee.
La commune comprend les quartiers de Banzendorf, Hindenberg, Keller, Klosterheide, Schönberg (Mark).
| Rheinsberg | Stechlin        |            |
| Neuruppin  | Lindow (Mark)   | Sonnenberg |
|            | Herzberg (Mark) | Vielitzsee |

Lindow se trouve sur la ligne de Löwenberg à Flecken Zechlin.

## Histoire
Au XIIIe siècle, Lindow est le siège de l'abbaye de Lindow, un couvent des religieuses cisterciennes ou prémontrées. Cela ne peut être établi avec certitude, puisque les documents ont disparu au moment de la Réforme. Les fondateurs sont les comtes de Lindow-Ruppin. Le monastère est entouré de plusieurs petits villages qui appartiennent à l'époque au monastère. Après la Réforme et la destruction ultérieure de l'église, les bâtiments restants deviennent un monastère évangélique pour les dames nobles sans aide ; les dernières habitantes meurent dans les années 1960. Le cimetière des dames du couvent est à côté des ruines de l'église.
À Klosterheide, un Lebensborn existe de septembre 1937 à la fin 1944, le Lebensbornheim Kurmark.
Le 4 août 1952, un avion militaire soviétique s'écrase dans la ville de Lindow. Les occupants (le pilote et l'officier des systèmes d'armes) et un résident de Lindow sont tués.
Après la réunification en 1989, l'ancien chef de l'Etat de la RDA, Erich Honecker, prend sa retraite pendant quelques jours dans une résidence du gouvernement près de la ville, jusqu'à ce que les manifestations civiles soient levées. Depuis 1998, Lindow est une station intégrée.
Banzendorf, Keller et Klosterheide fusionnent avec Lindow le 31 décembre 2001, Hindenberg et Schoenberg (Mark) le 26 octobre 2003.

## Personnalités liées à la commune
- Heinrich Steinhausen (1836–1917), écrivain
- Paul Bonte (1862–1940), officier de marine
- Max Zell (1866–1943), industriel
- Dieter Stellmacher (né en 1939), philologue
- Jimmi D. Paesler (né en 1942), peintre

## Source, notes et références
- (de) Cet article est partiellement ou en totalité issu de l’article de Wikipédia en allemand intitulé « Lindow (Mark) » (voir la liste des auteurs).